# Тема Забунова
Тема Забунова — тема в шахматной композиции. Суть темы — фигура, которая открывает батарею, становится в засаду другой своей фигуре и создаёт новую батарею, которая играет на следующем ходу. Идею предложил шахматный композитор Владимир Н. Забунов (Vladimir N. Zabunov).

## Пример
|   | a | b | c | d | e | f | g | h |   |
| - | --- | --- | --- | --- | --- | --- | --- | --- | - |
| 8 | e8 белый слон · h8 чёрный конь · c7 чёрная пешка · h7 белый король · c6 чёрная пешка · d6 белая пешка · f6 белая пешка · b5 чёрная ладья · d5 чёрный король · f5 чёрная пешка · g5 белая пешка · c4 чёрная пешка · f4 белая пешка · b3 чёрная пешка · d3 белый конь · e3 белый слон · g3 белый конь · a2 чёрная ладья · g2 белая ладья · h1 белый ферзь | e8 белый слон · h8 чёрный конь · c7 чёрная пешка · h7 белый король · c6 чёрная пешка · d6 белая пешка · f6 белая пешка · b5 чёрная ладья · d5 чёрный король · f5 чёрная пешка · g5 белая пешка · c4 чёрная пешка · f4 белая пешка · b3 чёрная пешка · d3 белый конь · e3 белый слон · g3 белый конь · a2 чёрная ладья · g2 белая ладья · h1 белый ферзь | e8 белый слон · h8 чёрный конь · c7 чёрная пешка · h7 белый король · c6 чёрная пешка · d6 белая пешка · f6 белая пешка · b5 чёрная ладья · d5 чёрный король · f5 чёрная пешка · g5 белая пешка · c4 чёрная пешка · f4 белая пешка · b3 чёрная пешка · d3 белый конь · e3 белый слон · g3 белый конь · a2 чёрная ладья · g2 белая ладья · h1 белый ферзь | e8 белый слон · h8 чёрный конь · c7 чёрная пешка · h7 белый король · c6 чёрная пешка · d6 белая пешка · f6 белая пешка · b5 чёрная ладья · d5 чёрный король · f5 чёрная пешка · g5 белая пешка · c4 чёрная пешка · f4 белая пешка · b3 чёрная пешка · d3 белый конь · e3 белый слон · g3 белый конь · a2 чёрная ладья · g2 белая ладья · h1 белый ферзь | e8 белый слон · h8 чёрный конь · c7 чёрная пешка · h7 белый король · c6 чёрная пешка · d6 белая пешка · f6 белая пешка · b5 чёрная ладья · d5 чёрный король · f5 чёрная пешка · g5 белая пешка · c4 чёрная пешка · f4 белая пешка · b3 чёрная пешка · d3 белый конь · e3 белый слон · g3 белый конь · a2 чёрная ладья · g2 белая ладья · h1 белый ферзь | e8 белый слон · h8 чёрный конь · c7 чёрная пешка · h7 белый король · c6 чёрная пешка · d6 белая пешка · f6 белая пешка · b5 чёрная ладья · d5 чёрный король · f5 чёрная пешка · g5 белая пешка · c4 чёрная пешка · f4 белая пешка · b3 чёрная пешка · d3 белый конь · e3 белый слон · g3 белый конь · a2 чёрная ладья · g2 белая ладья · h1 белый ферзь | e8 белый слон · h8 чёрный конь · c7 чёрная пешка · h7 белый король · c6 чёрная пешка · d6 белая пешка · f6 белая пешка · b5 чёрная ладья · d5 чёрный король · f5 чёрная пешка · g5 белая пешка · c4 чёрная пешка · f4 белая пешка · b3 чёрная пешка · d3 белый конь · e3 белый слон · g3 белый конь · a2 чёрная ладья · g2 белая ладья · h1 белый ферзь | e8 белый слон · h8 чёрный конь · c7 чёрная пешка · h7 белый король · c6 чёрная пешка · d6 белая пешка · f6 белая пешка · b5 чёрная ладья · d5 чёрный король · f5 чёрная пешка · g5 белая пешка · c4 чёрная пешка · f4 белая пешка · b3 чёрная пешка · d3 белый конь · e3 белый слон · g3 белый конь · a2 чёрная ладья · g2 белая ладья · h1 белый ферзь | 8 |
| 7 | e8 белый слон · h8 чёрный конь · c7 чёрная пешка · h7 белый король · c6 чёрная пешка · d6 белая пешка · f6 белая пешка · b5 чёрная ладья · d5 чёрный король · f5 чёрная пешка · g5 белая пешка · c4 чёрная пешка · f4 белая пешка · b3 чёрная пешка · d3 белый конь · e3 белый слон · g3 белый конь · a2 чёрная ладья · g2 белая ладья · h1 белый ферзь | e8 белый слон · h8 чёрный конь · c7 чёрная пешка · h7 белый король · c6 чёрная пешка · d6 белая пешка · f6 белая пешка · b5 чёрная ладья · d5 чёрный король · f5 чёрная пешка · g5 белая пешка · c4 чёрная пешка · f4 белая пешка · b3 чёрная пешка · d3 белый конь · e3 белый слон · g3 белый конь · a2 чёрная ладья · g2 белая ладья · h1 белый ферзь | e8 белый слон · h8 чёрный конь · c7 чёрная пешка · h7 белый король · c6 чёрная пешка · d6 белая пешка · f6 белая пешка · b5 чёрная ладья · d5 чёрный король · f5 чёрная пешка · g5 белая пешка · c4 чёрная пешка · f4 белая пешка · b3 чёрная пешка · d3 белый конь · e3 белый слон · g3 белый конь · a2 чёрная ладья · g2 белая ладья · h1 белый ферзь | e8 белый слон · h8 чёрный конь · c7 чёрная пешка · h7 белый король · c6 чёрная пешка · d6 белая пешка · f6 белая пешка · b5 чёрная ладья · d5 чёрный король · f5 чёрная пешка · g5 белая пешка · c4 чёрная пешка · f4 белая пешка · b3 чёрная пешка · d3 белый конь · e3 белый слон · g3 белый конь · a2 чёрная ладья · g2 белая ладья · h1 белый ферзь | e8 белый слон · h8 чёрный конь · c7 чёрная пешка · h7 белый король · c6 чёрная пешка · d6 белая пешка · f6 белая пешка · b5 чёрная ладья · d5 чёрный король · f5 чёрная пешка · g5 белая пешка · c4 чёрная пешка · f4 белая пешка · b3 чёрная пешка · d3 белый конь · e3 белый слон · g3 белый конь · a2 чёрная ладья · g2 белая ладья · h1 белый ферзь | e8 белый слон · h8 чёрный конь · c7 чёрная пешка · h7 белый король · c6 чёрная пешка · d6 белая пешка · f6 белая пешка · b5 чёрная ладья · d5 чёрный король · f5 чёрная пешка · g5 белая пешка · c4 чёрная пешка · f4 белая пешка · b3 чёрная пешка · d3 белый конь · e3 белый слон · g3 белый конь · a2 чёрная ладья · g2 белая ладья · h1 белый ферзь | e8 белый слон · h8 чёрный конь · c7 чёрная пешка · h7 белый король · c6 чёрная пешка · d6 белая пешка · f6 белая пешка · b5 чёрная ладья · d5 чёрный король · f5 чёрная пешка · g5 белая пешка · c4 чёрная пешка · f4 белая пешка · b3 чёрная пешка · d3 белый конь · e3 белый слон · g3 белый конь · a2 чёрная ладья · g2 белая ладья · h1 белый ферзь | e8 белый слон · h8 чёрный конь · c7 чёрная пешка · h7 белый король · c6 чёрная пешка · d6 белая пешка · f6 белая пешка · b5 чёрная ладья · d5 чёрный король · f5 чёрная пешка · g5 белая пешка · c4 чёрная пешка · f4 белая пешка · b3 чёрная пешка · d3 белый конь · e3 белый слон · g3 белый конь · a2 чёрная ладья · g2 белая ладья · h1 белый ферзь | 7 |
| 6 | e8 белый слон · h8 чёрный конь · c7 чёрная пешка · h7 белый король · c6 чёрная пешка · d6 белая пешка · f6 белая пешка · b5 чёрная ладья · d5 чёрный король · f5 чёрная пешка · g5 белая пешка · c4 чёрная пешка · f4 белая пешка · b3 чёрная пешка · d3 белый конь · e3 белый слон · g3 белый конь · a2 чёрная ладья · g2 белая ладья · h1 белый ферзь | e8 белый слон · h8 чёрный конь · c7 чёрная пешка · h7 белый король · c6 чёрная пешка · d6 белая пешка · f6 белая пешка · b5 чёрная ладья · d5 чёрный король · f5 чёрная пешка · g5 белая пешка · c4 чёрная пешка · f4 белая пешка · b3 чёрная пешка · d3 белый конь · e3 белый слон · g3 белый конь · a2 чёрная ладья · g2 белая ладья · h1 белый ферзь | e8 белый слон · h8 чёрный конь · c7 чёрная пешка · h7 белый король · c6 чёрная пешка · d6 белая пешка · f6 белая пешка · b5 чёрная ладья · d5 чёрный король · f5 чёрная пешка · g5 белая пешка · c4 чёрная пешка · f4 белая пешка · b3 чёрная пешка · d3 белый конь · e3 белый слон · g3 белый конь · a2 чёрная ладья · g2 белая ладья · h1 белый ферзь | e8 белый слон · h8 чёрный конь · c7 чёрная пешка · h7 белый король · c6 чёрная пешка · d6 белая пешка · f6 белая пешка · b5 чёрная ладья · d5 чёрный король · f5 чёрная пешка · g5 белая пешка · c4 чёрная пешка · f4 белая пешка · b3 чёрная пешка · d3 белый конь · e3 белый слон · g3 белый конь · a2 чёрная ладья · g2 белая ладья · h1 белый ферзь | e8 белый слон · h8 чёрный конь · c7 чёрная пешка · h7 белый король · c6 чёрная пешка · d6 белая пешка · f6 белая пешка · b5 чёрная ладья · d5 чёрный король · f5 чёрная пешка · g5 белая пешка · c4 чёрная пешка · f4 белая пешка · b3 чёрная пешка · d3 белый конь · e3 белый слон · g3 белый конь · a2 чёрная ладья · g2 белая ладья · h1 белый ферзь | e8 белый слон · h8 чёрный конь · c7 чёрная пешка · h7 белый король · c6 чёрная пешка · d6 белая пешка · f6 белая пешка · b5 чёрная ладья · d5 чёрный король · f5 чёрная пешка · g5 белая пешка · c4 чёрная пешка · f4 белая пешка · b3 чёрная пешка · d3 белый конь · e3 белый слон · g3 белый конь · a2 чёрная ладья · g2 белая ладья · h1 белый ферзь | e8 белый слон · h8 чёрный конь · c7 чёрная пешка · h7 белый король · c6 чёрная пешка · d6 белая пешка · f6 белая пешка · b5 чёрная ладья · d5 чёрный король · f5 чёрная пешка · g5 белая пешка · c4 чёрная пешка · f4 белая пешка · b3 чёрная пешка · d3 белый конь · e3 белый слон · g3 белый конь · a2 чёрная ладья · g2 белая ладья · h1 белый ферзь | e8 белый слон · h8 чёрный конь · c7 чёрная пешка · h7 белый король · c6 чёрная пешка · d6 белая пешка · f6 белая пешка · b5 чёрная ладья · d5 чёрный король · f5 чёрная пешка · g5 белая пешка · c4 чёрная пешка · f4 белая пешка · b3 чёрная пешка · d3 белый конь · e3 белый слон · g3 белый конь · a2 чёрная ладья · g2 белая ладья · h1 белый ферзь | 6 |
| 5 | e8 белый слон · h8 чёрный конь · c7 чёрная пешка · h7 белый король · c6 чёрная пешка · d6 белая пешка · f6 белая пешка · b5 чёрная ладья · d5 чёрный король · f5 чёрная пешка · g5 белая пешка · c4 чёрная пешка · f4 белая пешка · b3 чёрная пешка · d3 белый конь · e3 белый слон · g3 белый конь · a2 чёрная ладья · g2 белая ладья · h1 белый ферзь | e8 белый слон · h8 чёрный конь · c7 чёрная пешка · h7 белый король · c6 чёрная пешка · d6 белая пешка · f6 белая пешка · b5 чёрная ладья · d5 чёрный король · f5 чёрная пешка · g5 белая пешка · c4 чёрная пешка · f4 белая пешка · b3 чёрная пешка · d3 белый конь · e3 белый слон · g3 белый конь · a2 чёрная ладья · g2 белая ладья · h1 белый ферзь | e8 белый слон · h8 чёрный конь · c7 чёрная пешка · h7 белый король · c6 чёрная пешка · d6 белая пешка · f6 белая пешка · b5 чёрная ладья · d5 чёрный король · f5 чёрная пешка · g5 белая пешка · c4 чёрная пешка · f4 белая пешка · b3 чёрная пешка · d3 белый конь · e3 белый слон · g3 белый конь · a2 чёрная ладья · g2 белая ладья · h1 белый ферзь | e8 белый слон · h8 чёрный конь · c7 чёрная пешка · h7 белый король · c6 чёрная пешка · d6 белая пешка · f6 белая пешка · b5 чёрная ладья · d5 чёрный король · f5 чёрная пешка · g5 белая пешка · c4 чёрная пешка · f4 белая пешка · b3 чёрная пешка · d3 белый конь · e3 белый слон · g3 белый конь · a2 чёрная ладья · g2 белая ладья · h1 белый ферзь | e8 белый слон · h8 чёрный конь · c7 чёрная пешка · h7 белый король · c6 чёрная пешка · d6 белая пешка · f6 белая пешка · b5 чёрная ладья · d5 чёрный король · f5 чёрная пешка · g5 белая пешка · c4 чёрная пешка · f4 белая пешка · b3 чёрная пешка · d3 белый конь · e3 белый слон · g3 белый конь · a2 чёрная ладья · g2 белая ладья · h1 белый ферзь | e8 белый слон · h8 чёрный конь · c7 чёрная пешка · h7 белый король · c6 чёрная пешка · d6 белая пешка · f6 белая пешка · b5 чёрная ладья · d5 чёрный король · f5 чёрная пешка · g5 белая пешка · c4 чёрная пешка · f4 белая пешка · b3 чёрная пешка · d3 белый конь · e3 белый слон · g3 белый конь · a2 чёрная ладья · g2 белая ладья · h1 белый ферзь | e8 белый слон · h8 чёрный конь · c7 чёрная пешка · h7 белый король · c6 чёрная пешка · d6 белая пешка · f6 белая пешка · b5 чёрная ладья · d5 чёрный король · f5 чёрная пешка · g5 белая пешка · c4 чёрная пешка · f4 белая пешка · b3 чёрная пешка · d3 белый конь · e3 белый слон · g3 белый конь · a2 чёрная ладья · g2 белая ладья · h1 белый ферзь | e8 белый слон · h8 чёрный конь · c7 чёрная пешка · h7 белый король · c6 чёрная пешка · d6 белая пешка · f6 белая пешка · b5 чёрная ладья · d5 чёрный король · f5 чёрная пешка · g5 белая пешка · c4 чёрная пешка · f4 белая пешка · b3 чёрная пешка · d3 белый конь · e3 белый слон · g3 белый конь · a2 чёрная ладья · g2 белая ладья · h1 белый ферзь | 5 |
| 4 | e8 белый слон · h8 чёрный конь · c7 чёрная пешка · h7 белый король · c6 чёрная пешка · d6 белая пешка · f6 белая пешка · b5 чёрная ладья · d5 чёрный король · f5 чёрная пешка · g5 белая пешка · c4 чёрная пешка · f4 белая пешка · b3 чёрная пешка · d3 белый конь · e3 белый слон · g3 белый конь · a2 чёрная ладья · g2 белая ладья · h1 белый ферзь | e8 белый слон · h8 чёрный конь · c7 чёрная пешка · h7 белый король · c6 чёрная пешка · d6 белая пешка · f6 белая пешка · b5 чёрная ладья · d5 чёрный король · f5 чёрная пешка · g5 белая пешка · c4 чёрная пешка · f4 белая пешка · b3 чёрная пешка · d3 белый конь · e3 белый слон · g3 белый конь · a2 чёрная ладья · g2 белая ладья · h1 белый ферзь | e8 белый слон · h8 чёрный конь · c7 чёрная пешка · h7 белый король · c6 чёрная пешка · d6 белая пешка · f6 белая пешка · b5 чёрная ладья · d5 чёрный король · f5 чёрная пешка · g5 белая пешка · c4 чёрная пешка · f4 белая пешка · b3 чёрная пешка · d3 белый конь · e3 белый слон · g3 белый конь · a2 чёрная ладья · g2 белая ладья · h1 белый ферзь | e8 белый слон · h8 чёрный конь · c7 чёрная пешка · h7 белый король · c6 чёрная пешка · d6 белая пешка · f6 белая пешка · b5 чёрная ладья · d5 чёрный король · f5 чёрная пешка · g5 белая пешка · c4 чёрная пешка · f4 белая пешка · b3 чёрная пешка · d3 белый конь · e3 белый слон · g3 белый конь · a2 чёрная ладья · g2 белая ладья · h1 белый ферзь | e8 белый слон · h8 чёрный конь · c7 чёрная пешка · h7 белый король · c6 чёрная пешка · d6 белая пешка · f6 белая пешка · b5 чёрная ладья · d5 чёрный король · f5 чёрная пешка · g5 белая пешка · c4 чёрная пешка · f4 белая пешка · b3 чёрная пешка · d3 белый конь · e3 белый слон · g3 белый конь · a2 чёрная ладья · g2 белая ладья · h1 белый ферзь | e8 белый слон · h8 чёрный конь · c7 чёрная пешка · h7 белый король · c6 чёрная пешка · d6 белая пешка · f6 белая пешка · b5 чёрная ладья · d5 чёрный король · f5 чёрная пешка · g5 белая пешка · c4 чёрная пешка · f4 белая пешка · b3 чёрная пешка · d3 белый конь · e3 белый слон · g3 белый конь · a2 чёрная ладья · g2 белая ладья · h1 белый ферзь | e8 белый слон · h8 чёрный конь · c7 чёрная пешка · h7 белый король · c6 чёрная пешка · d6 белая пешка · f6 белая пешка · b5 чёрная ладья · d5 чёрный король · f5 чёрная пешка · g5 белая пешка · c4 чёрная пешка · f4 белая пешка · b3 чёрная пешка · d3 белый конь · e3 белый слон · g3 белый конь · a2 чёрная ладья · g2 белая ладья · h1 белый ферзь | e8 белый слон · h8 чёрный конь · c7 чёрная пешка · h7 белый король · c6 чёрная пешка · d6 белая пешка · f6 белая пешка · b5 чёрная ладья · d5 чёрный король · f5 чёрная пешка · g5 белая пешка · c4 чёрная пешка · f4 белая пешка · b3 чёрная пешка · d3 белый конь · e3 белый слон · g3 белый конь · a2 чёрная ладья · g2 белая ладья · h1 белый ферзь | 4 |
| 3 | e8 белый слон · h8 чёрный конь · c7 чёрная пешка · h7 белый король · c6 чёрная пешка · d6 белая пешка · f6 белая пешка · b5 чёрная ладья · d5 чёрный король · f5 чёрная пешка · g5 белая пешка · c4 чёрная пешка · f4 белая пешка · b3 чёрная пешка · d3 белый конь · e3 белый слон · g3 белый конь · a2 чёрная ладья · g2 белая ладья · h1 белый ферзь | e8 белый слон · h8 чёрный конь · c7 чёрная пешка · h7 белый король · c6 чёрная пешка · d6 белая пешка · f6 белая пешка · b5 чёрная ладья · d5 чёрный король · f5 чёрная пешка · g5 белая пешка · c4 чёрная пешка · f4 белая пешка · b3 чёрная пешка · d3 белый конь · e3 белый слон · g3 белый конь · a2 чёрная ладья · g2 белая ладья · h1 белый ферзь | e8 белый слон · h8 чёрный конь · c7 чёрная пешка · h7 белый король · c6 чёрная пешка · d6 белая пешка · f6 белая пешка · b5 чёрная ладья · d5 чёрный король · f5 чёрная пешка · g5 белая пешка · c4 чёрная пешка · f4 белая пешка · b3 чёрная пешка · d3 белый конь · e3 белый слон · g3 белый конь · a2 чёрная ладья · g2 белая ладья · h1 белый ферзь | e8 белый слон · h8 чёрный конь · c7 чёрная пешка · h7 белый король · c6 чёрная пешка · d6 белая пешка · f6 белая пешка · b5 чёрная ладья · d5 чёрный король · f5 чёрная пешка · g5 белая пешка · c4 чёрная пешка · f4 белая пешка · b3 чёрная пешка · d3 белый конь · e3 белый слон · g3 белый конь · a2 чёрная ладья · g2 белая ладья · h1 белый ферзь | e8 белый слон · h8 чёрный конь · c7 чёрная пешка · h7 белый король · c6 чёрная пешка · d6 белая пешка · f6 белая пешка · b5 чёрная ладья · d5 чёрный король · f5 чёрная пешка · g5 белая пешка · c4 чёрная пешка · f4 белая пешка · b3 чёрная пешка · d3 белый конь · e3 белый слон · g3 белый конь · a2 чёрная ладья · g2 белая ладья · h1 белый ферзь | e8 белый слон · h8 чёрный конь · c7 чёрная пешка · h7 белый король · c6 чёрная пешка · d6 белая пешка · f6 белая пешка · b5 чёрная ладья · d5 чёрный король · f5 чёрная пешка · g5 белая пешка · c4 чёрная пешка · f4 белая пешка · b3 чёрная пешка · d3 белый конь · e3 белый слон · g3 белый конь · a2 чёрная ладья · g2 белая ладья · h1 белый ферзь | e8 белый слон · h8 чёрный конь · c7 чёрная пешка · h7 белый король · c6 чёрная пешка · d6 белая пешка · f6 белая пешка · b5 чёрная ладья · d5 чёрный король · f5 чёрная пешка · g5 белая пешка · c4 чёрная пешка · f4 белая пешка · b3 чёрная пешка · d3 белый конь · e3 белый слон · g3 белый конь · a2 чёрная ладья · g2 белая ладья · h1 белый ферзь | e8 белый слон · h8 чёрный конь · c7 чёрная пешка · h7 белый король · c6 чёрная пешка · d6 белая пешка · f6 белая пешка · b5 чёрная ладья · d5 чёрный король · f5 чёрная пешка · g5 белая пешка · c4 чёрная пешка · f4 белая пешка · b3 чёрная пешка · d3 белый конь · e3 белый слон · g3 белый конь · a2 чёрная ладья · g2 белая ладья · h1 белый ферзь | 3 |
| 2 | e8 белый слон · h8 чёрный конь · c7 чёрная пешка · h7 белый король · c6 чёрная пешка · d6 белая пешка · f6 белая пешка · b5 чёрная ладья · d5 чёрный король · f5 чёрная пешка · g5 белая пешка · c4 чёрная пешка · f4 белая пешка · b3 чёрная пешка · d3 белый конь · e3 белый слон · g3 белый конь · a2 чёрная ладья · g2 белая ладья · h1 белый ферзь | e8 белый слон · h8 чёрный конь · c7 чёрная пешка · h7 белый король · c6 чёрная пешка · d6 белая пешка · f6 белая пешка · b5 чёрная ладья · d5 чёрный король · f5 чёрная пешка · g5 белая пешка · c4 чёрная пешка · f4 белая пешка · b3 чёрная пешка · d3 белый конь · e3 белый слон · g3 белый конь · a2 чёрная ладья · g2 белая ладья · h1 белый ферзь | e8 белый слон · h8 чёрный конь · c7 чёрная пешка · h7 белый король · c6 чёрная пешка · d6 белая пешка · f6 белая пешка · b5 чёрная ладья · d5 чёрный король · f5 чёрная пешка · g5 белая пешка · c4 чёрная пешка · f4 белая пешка · b3 чёрная пешка · d3 белый конь · e3 белый слон · g3 белый конь · a2 чёрная ладья · g2 белая ладья · h1 белый ферзь | e8 белый слон · h8 чёрный конь · c7 чёрная пешка · h7 белый король · c6 чёрная пешка · d6 белая пешка · f6 белая пешка · b5 чёрная ладья · d5 чёрный король · f5 чёрная пешка · g5 белая пешка · c4 чёрная пешка · f4 белая пешка · b3 чёрная пешка · d3 белый конь · e3 белый слон · g3 белый конь · a2 чёрная ладья · g2 белая ладья · h1 белый ферзь | e8 белый слон · h8 чёрный конь · c7 чёрная пешка · h7 белый король · c6 чёрная пешка · d6 белая пешка · f6 белая пешка · b5 чёрная ладья · d5 чёрный король · f5 чёрная пешка · g5 белая пешка · c4 чёрная пешка · f4 белая пешка · b3 чёрная пешка · d3 белый конь · e3 белый слон · g3 белый конь · a2 чёрная ладья · g2 белая ладья · h1 белый ферзь | e8 белый слон · h8 чёрный конь · c7 чёрная пешка · h7 белый король · c6 чёрная пешка · d6 белая пешка · f6 белая пешка · b5 чёрная ладья · d5 чёрный король · f5 чёрная пешка · g5 белая пешка · c4 чёрная пешка · f4 белая пешка · b3 чёрная пешка · d3 белый конь · e3 белый слон · g3 белый конь · a2 чёрная ладья · g2 белая ладья · h1 белый ферзь | e8 белый слон · h8 чёрный конь · c7 чёрная пешка · h7 белый король · c6 чёрная пешка · d6 белая пешка · f6 белая пешка · b5 чёрная ладья · d5 чёрный король · f5 чёрная пешка · g5 белая пешка · c4 чёрная пешка · f4 белая пешка · b3 чёрная пешка · d3 белый конь · e3 белый слон · g3 белый конь · a2 чёрная ладья · g2 белая ладья · h1 белый ферзь | e8 белый слон · h8 чёрный конь · c7 чёрная пешка · h7 белый король · c6 чёрная пешка · d6 белая пешка · f6 белая пешка · b5 чёрная ладья · d5 чёрный король · f5 чёрная пешка · g5 белая пешка · c4 чёрная пешка · f4 белая пешка · b3 чёрная пешка · d3 белый конь · e3 белый слон · g3 белый конь · a2 чёрная ладья · g2 белая ладья · h1 белый ферзь | 2 |
| 1 | e8 белый слон · h8 чёрный конь · c7 чёрная пешка · h7 белый король · c6 чёрная пешка · d6 белая пешка · f6 белая пешка · b5 чёрная ладья · d5 чёрный король · f5 чёрная пешка · g5 белая пешка · c4 чёрная пешка · f4 белая пешка · b3 чёрная пешка · d3 белый конь · e3 белый слон · g3 белый конь · a2 чёрная ладья · g2 белая ладья · h1 белый ферзь | e8 белый слон · h8 чёрный конь · c7 чёрная пешка · h7 белый король · c6 чёрная пешка · d6 белая пешка · f6 белая пешка · b5 чёрная ладья · d5 чёрный король · f5 чёрная пешка · g5 белая пешка · c4 чёрная пешка · f4 белая пешка · b3 чёрная пешка · d3 белый конь · e3 белый слон · g3 белый конь · a2 чёрная ладья · g2 белая ладья · h1 белый ферзь | e8 белый слон · h8 чёрный конь · c7 чёрная пешка · h7 белый король · c6 чёрная пешка · d6 белая пешка · f6 белая пешка · b5 чёрная ладья · d5 чёрный король · f5 чёрная пешка · g5 белая пешка · c4 чёрная пешка · f4 белая пешка · b3 чёрная пешка · d3 белый конь · e3 белый слон · g3 белый конь · a2 чёрная ладья · g2 белая ладья · h1 белый ферзь | e8 белый слон · h8 чёрный конь · c7 чёрная пешка · h7 белый король · c6 чёрная пешка · d6 белая пешка · f6 белая пешка · b5 чёрная ладья · d5 чёрный король · f5 чёрная пешка · g5 белая пешка · c4 чёрная пешка · f4 белая пешка · b3 чёрная пешка · d3 белый конь · e3 белый слон · g3 белый конь · a2 чёрная ладья · g2 белая ладья · h1 белый ферзь | e8 белый слон · h8 чёрный конь · c7 чёрная пешка · h7 белый король · c6 чёрная пешка · d6 белая пешка · f6 белая пешка · b5 чёрная ладья · d5 чёрный король · f5 чёрная пешка · g5 белая пешка · c4 чёрная пешка · f4 белая пешка · b3 чёрная пешка · d3 белый конь · e3 белый слон · g3 белый конь · a2 чёрная ладья · g2 белая ладья · h1 белый ферзь | e8 белый слон · h8 чёрный конь · c7 чёрная пешка · h7 белый король · c6 чёрная пешка · d6 белая пешка · f6 белая пешка · b5 чёрная ладья · d5 чёрный король · f5 чёрная пешка · g5 белая пешка · c4 чёрная пешка · f4 белая пешка · b3 чёрная пешка · d3 белый конь · e3 белый слон · g3 белый конь · a2 чёрная ладья · g2 белая ладья · h1 белый ферзь | e8 белый слон · h8 чёрный конь · c7 чёрная пешка · h7 белый король · c6 чёрная пешка · d6 белая пешка · f6 белая пешка · b5 чёрная ладья · d5 чёрный король · f5 чёрная пешка · g5 белая пешка · c4 чёрная пешка · f4 белая пешка · b3 чёрная пешка · d3 белый конь · e3 белый слон · g3 белый конь · a2 чёрная ладья · g2 белая ладья · h1 белый ферзь | e8 белый слон · h8 чёрный конь · c7 чёрная пешка · h7 белый король · c6 чёрная пешка · d6 белая пешка · f6 белая пешка · b5 чёрная ладья · d5 чёрный король · f5 чёрная пешка · g5 белая пешка · c4 чёрная пешка · f4 белая пешка · b3 чёрная пешка · d3 белый конь · e3 белый слон · g3 белый конь · a2 чёрная ладья · g2 белая ладья · h1 белый ферзь | 1 |
|   | a | b | c | d | e | f | g | h |   |

1. ... Ta8 2. Te2 Ke6 3. Lc5 #
1. ... Tb8    2. Td2 Ke6 3. Sc5 #
1. d7! ~ 2. d8D+ Ke6 3. Dd7 #
1. ... Ta8 2. Td2 Kd6 3. Sc5 #
1. ... Tb8 2. Te2 Kd6 3. Lc5 #
Тема выполнена в двух фазах с чередованием ходов.

### Примечание
1. ↑  Обозначения: К — король, D — ферзь, T — тура, L — слон,  S — конь

На определённом этапе ходов развязку, или ложный след в задаче играет белая батарея, но так, что линейная фигура, которая открывает батарею заменяется другой белой фигурой и создаётся новая батарея, которая играет на следующем ходу.

## Критика
Данная батарея считается открытой задолго до голландского шахматного композитора Т. Зирса и болгарского проблемиста В. Забунова. Двухступенчатая батарея слона и коня была ранее продемонстрирована Л. И. Загоруйко и далее развита советскими авторами, о чём не раз писалось в журнале «Шахматы в СССР» и еженедельнике «64», также оригинальными работами с батареей прославился ещё в довоенные годы Р. Г. Пономарёв.